# Bergen–Hardanger–Voss Billag

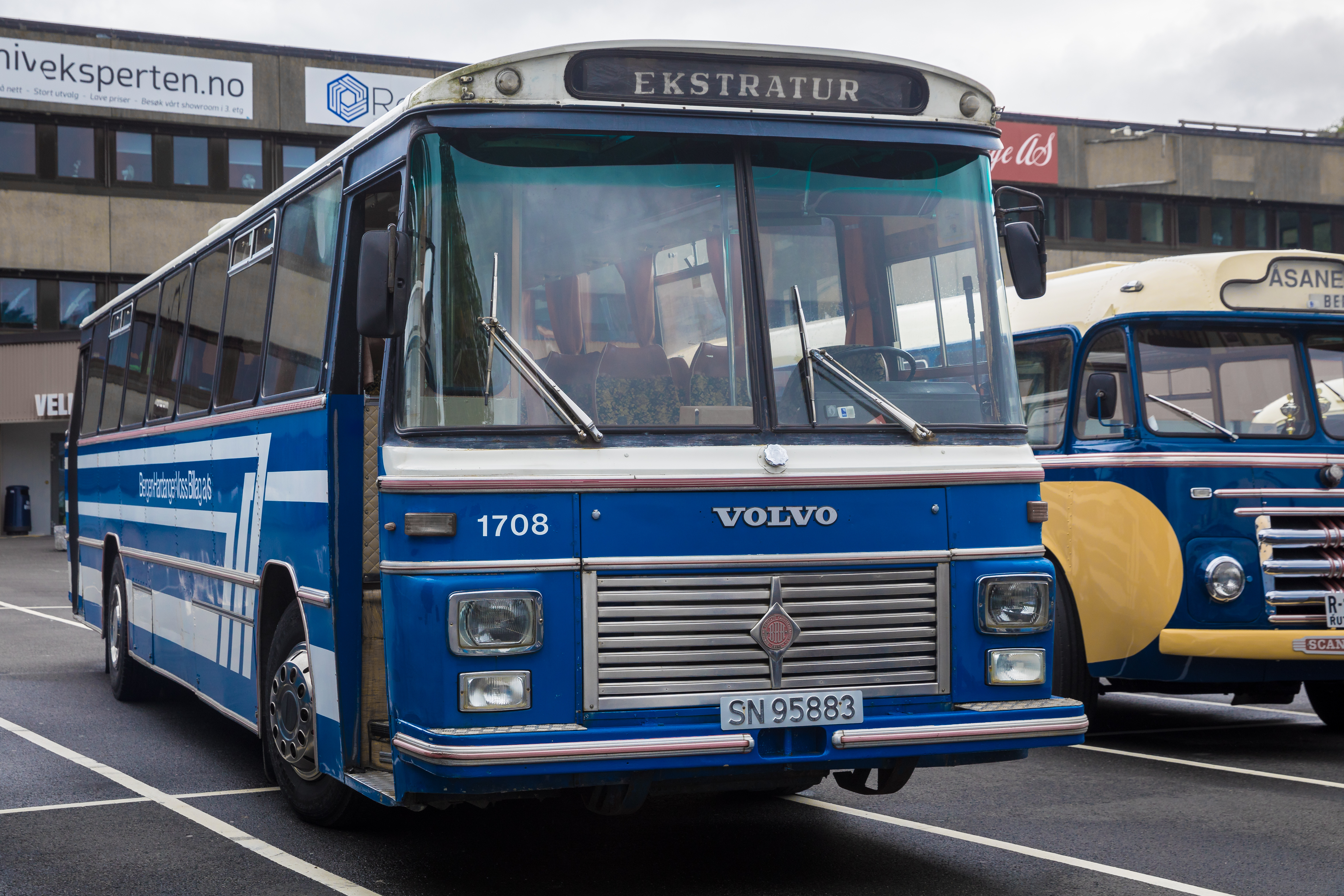
Bus der Bergen-Hardanger-Voss Billag A/S

Die Bergen–Hardanger–Voss Billag A/S (BHV) war ein Verkehrsunternehmen in der norwegischen Stadt Bergen. Die Hauptverwaltung hatte ihren Sitz im Inndalsveien 22.

## Geschichte
Die Bergen–Hardanger–Voss Billag wurde am 1. Januar 1978 gegründet, als sich die 1933 gegründete Bergen–Hardanger Billag A/S, die bis 1920 zurückreichende Bergen–Dale–Voss Billag und die 1936 aus dem Zusammenschluss mehrerer Gesellschaften entstandene A/S Voss–Stalheim–Gudvangen Automobillag zur BHV zusammenschlossen. 1980 wurde die Gesellschaft Teigdalen Billag übernommen.
1997 erfolgte die Übertragung der Geschäfte der BHV an die Hardanger Sunnhordlandske Dampskipsselskap (HSD), welche wiederum bereits 1880 aus den Interessentskabet Hardangeren, gegründet 1869, und Det Søndhordlandske Dampskibsselskab, gegründet 1871, entstanden war.
HDS fusionierte 2006 wiederum mit Gaia Trafikk, die zu diesem Zeitpunkt 300 Busse betrieb. Im gleichen Jahr erfolgte der Zusammenschluss dieser Fusionsgesellschaft mit der Verkehrsgesellschaft Tide, eine der größten Busgesellschaften Norwegens.
Als 100-prozentige Tochtergesellschaft von HSD änderte die BHV ihren Namen in HSD Buss AS, die BHV wurde am 30. September 2001 endgültig aufgelöst.

## Einsatzgebiet
Mit der Gründung der Gesellschaft übernahm diese eine Konzession der Norges Statsbaner für den Busverkehr auf der Strecke Voss–Granvin.
In Abstimmung mit HSD wurden Busverbindungen auf der Route Bergen–Hardanger über Kvamskogen angeboten. Weitere Verbindungen waren die Strecken Bergen–Voss über Dale und Bergen–Tysse–Eikelandsosen. Die längste bediente Strecke war die Route Bergen–Aurland mit 210 Kilometern.
Eine Zeitlang erfolgte die Zusammenarbeit zwischen BHV und HSD mit Reisebussen unter der Dachorganisation Unitur. Norges Statsbaner (NSB) war der größte Aktionär der Gesellschaft, erreichte aber mit den Anteilen nie die volle Kontrolle über die Gesellschaft.

## Immobiliengesellschaft
Die Werkstattgebäude der NSB Verkstedet Kronstad am Inndalsveien 28 lagen auf einem etwa 50 Hektar großen Grundstück, das teilweise der Bergen–Hardanger–Voss Billag A/S gehörte.